# Peter Klingbiel
Peter Klingbiel (* 5. Juni 1953 in Lübeck; † 13. Februar 2008 in Offenbach am Main) war ein deutscher Basketballspieler, -trainer, -schiedsrichter und -funktionär.

## Leben
Peter Klingbiel studierte von 1973 bis 1980 Germanistik, Publizistik und Sport an der FU Berlin. Anschließend wirkte er zwei Jahre als Tutor am Institut für Sport mit Praxis- und Theorieunterricht. Von 1983 bis 1984 erteilte er Sport- und Deutschunterricht in der damals in Moabit ansässigen Jugendarrestanstalt Berlin.
Als Spieler war der 2,00 Meter große Center für Phönix Lübeck, den SSC Südwest Berlin sowie für den TuS Lichterfelde bis 1996 aktiv am Ball. Seit 1983 besaß Peter Klingbiel die Trainer-A-Lizenz, feierte im TuS Lichterfelde mit der B- und C-Jugend weiblich und männlich drei Deutsche Meisterschaften und coachte die Damenmannschaft in der 1. und 2. Bundesliga von 1985 bis 1991.
Peter Klingbiel verstarb am 13. Februar 2008 nach langer, schwerer Krankheit im Alter von 54 Jahren in einem Krankenhaus in Offenbach. Er hinterließ seine Ehefrau und seine erwachsene Tochter.

### Schiedsrichter
Bereits seit 1976 war Peter Klingbiel Bundesliga-Schiedsrichter und hat insgesamt rund 550 Spiele in der höchsten deutschen Spielklasse geleitet. Als Weltverbands-Schiedsrichter (1984–1999) wurde ihm die Leitung von mehr als 250 internationalen Begegnungen übertragen, darunter u. a. bei Europameisterschaften, der Herren-WM 1986 und der Herren-Olympiaqualifikation 1992.

### Arbeit im DBB
Peter Klingbiel war seit dem 1. Januar 1999 Generalsekretär des Deutschen Basketball Bundes (DBB). In den vergangenen Jahren spielte er als DBB-Vertreter in Gremien des Basketball-Weltverbandes FIBA in der International Competitions Commission und des europäischen Basketball-Verbandes FIBA Europa im Führungsgremium (Central Board) eine wichtige Rolle.
Auch im ehrenamtlichen Bereich war Peter Klingbiel für den Basketball tätig (u. a. Vorstandsmitglied im Berliner Basketballverband und der Schiedsrichterkommission des DBB). Auch seine freiberuflichen Tätigkeiten im Bereich Organisation und Durchführung von Veranstaltungen (5 Supercup-Turniere für Herren-Nationalmannschaften in Berlin, Herren-Basketball-EM 1993, Damen-WM 1998, Leichtathletik-Weltmeisterschaften der Behinderten 1994 im Olympiastadion Berlin etc.) sind erwähnenswert. Von 1984 bis 1998 war er das für den Leistungssport zuständige Vorstandsmitglied im Berliner Verband. Der Landessportbund Berlin berief Peter Klingbiel als Vertreter der Ballsportarten in den Berliner Landesausschuss für Leistungssport.
2008 initiierte der Deutsche Basketball Bund das Peter-Klingbiel-Stipendium zur finanziellen Unterstützung des Schiedsrichternachwuchses. 2011 wurde Klingbiel posthum zum Ehrenmitglied von FIBA Europa ernannt.